# Petty Enterprises
Petty Enterprises war ein NASCAR-Team, welches in Randleman im Randolph County im US-Bundesstaat North Carolina seinen Hauptsitz hatte. Das Team wurde von Richard Petty und seinem Sohn Kyle geleitet und setzte zuletzt in der NASCAR-Sprint-Cup-Saison 2008 zwei Autos ein: Einen Dodge mit der Startnummer 43 gefahren von Bobby Labonte und einen zweiten Dodge mit der Startnummer 45, der hauptsächlich von Kyle Petty selbst gefahren wurde. Im Zuge einer Fusion mit Evernham Gillett Racing zu Beginn der Saison 2009 wurde das Team aufgelöst.

## Geschichte des Unternehmens

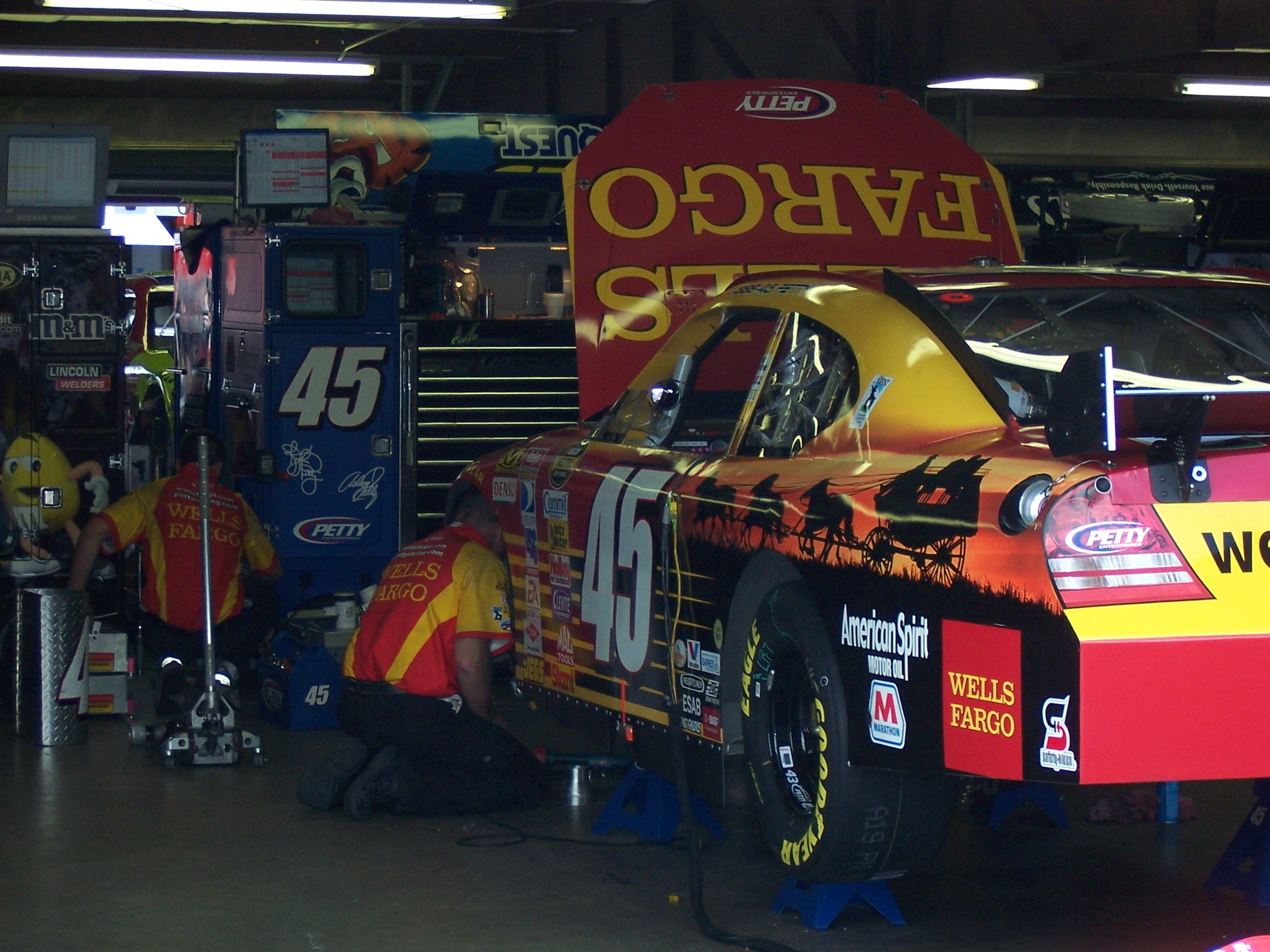
Die Startnummer 45 von Kyle Petty.

Das Rennteam wurde 1949 von Lee Petty mit dem Namen Lee Petty Engineering gegründet. Gleich im selben Jahr nahm Lee Petty an der damals neuen NASCAR Strictly Stock-Meisterschaft teil und gewann bereits im fünften Rennen auf dem Heidelberg Raceway. Lee Petty beendete die Saison als Zweiter in den Punkten.
Im Jahre 1953 begann Lee Petty ein zweites Fahrzeug einzusetzen. Dabei handelte es sich um einen Plymouth, der von Jimmie Lewallen gefahren wurde. Lee erreichte fünf Siege in der Saison 1953, im Jahre 1954 gewann er mit seinem eigenen Team die Meisterschaft. Lee Petty war mit seinem Team einer der besten seiner Zeit. Auch Piloten wie Tiny Lund, Bill Mutz und Ralph Earnhardt fuhren für Lee Petty Engineering.
Zwischen 1954 und 1979 gewann Petty Enterprises zehn Meisterschaften in der Top-Division der NASCAR, welche bis 1970 Grand National und dann Winston Cup hieß. Drei dieser Meisterschaften erfuhr Lee Petty in der Startnummer 42, sieben sein Sohn Richard in der Startnummer 43.
Die folgenden Jahre waren die schwächsten in der Geschichte von Petty Enterprises. Am Ende der Saison 1983 verließ Richard Petty sein eigenes Team, kehrte jedoch 1986 wieder zurück. Er gewann allerdings nie wieder ein Rennen. Auch Sohn Kyle verließ das Team für einige Jahre, um für die Wood Brothers zu fahren. Im Jahre 1997 kehrte Kyle zu Petty Enterprises zurück in einem eigenen Auto in einer Organisation, die er PE2 nannte. Das Auto wurde später offiziell in Petty Enterprises eingegliedert und Kyle wurde zum Chief Executive Officer des Rennteams, welches seit dem Karriere-Ende von Richard Petty nur drei Rennen gewann.
Im Jahre 2006 stellte Petty Enterprises Bobby Labonte ein, um die Startnummer 43 zu fahren und engagierte Robbie Loomis, der Bobby Labontes Crew Chief werden sollte. Bobby Labonte beendete die Saison 2006 als 21. in den Punkten, Kyle Petty als 32. der Gesamtwertung.
In der Saison 2009 trat Petty Enterprises im Sprint Cup nicht mehr als eigenständiges Team an, sondern ging in das Team Gillett Evernham Motorsports über. Das neue Team trägt den Namen Richard Petty Motorsports.

## Petty-Blau

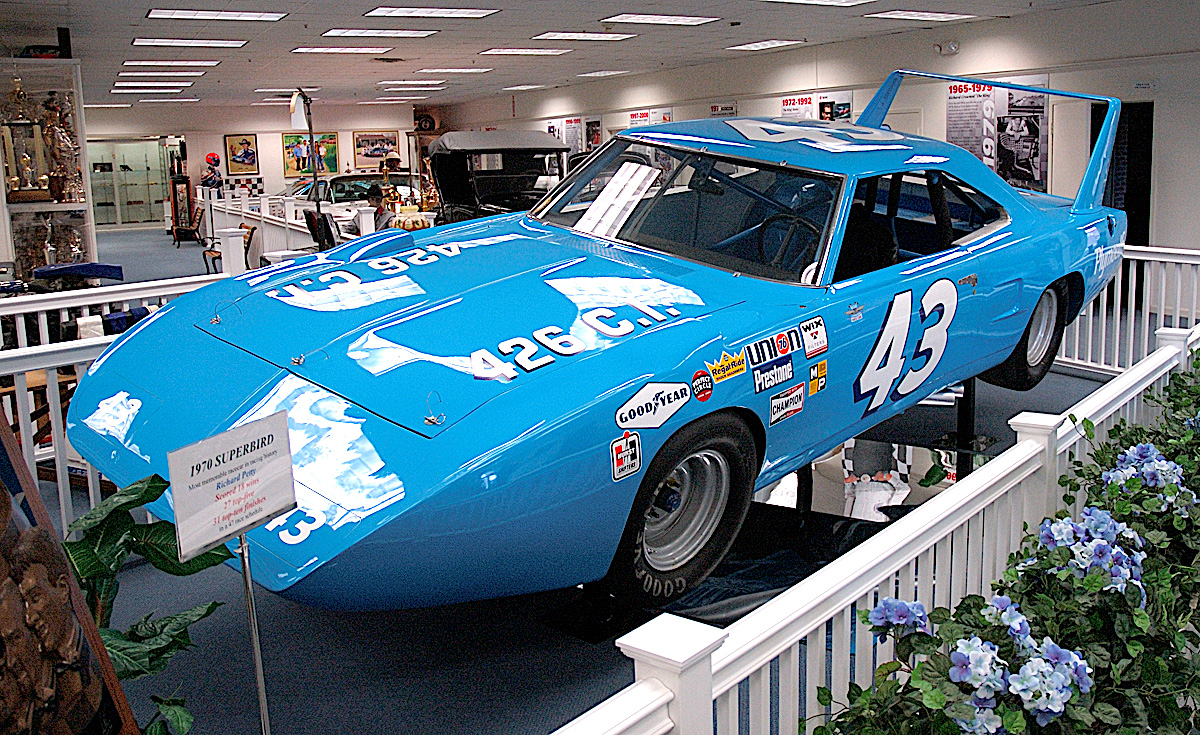
Richard Pettys Plymouth Superbird

Das Auto mit der Startnummer 43 ist bekannt für seine blaue Farbe, die von Richard Petty „Petty-Blau“ genannt wird und von der Familie kreiert wurde. Eigentlich entstand die Farbe jedoch durch einen „Unfall“, denn Petty hatte damals nicht genug Weiß und Dunkelblau, um mit einer der Farben das ganze Auto anzumalen, also mischte er die Farben und das bekannte Hellblau, das Petty-Blau, entstand. Gerüchten zufolge hätte Petty den Vertrag mit dem langjährigen Sponsor STP nicht angenommen, wenn dieser verlangt hätte, die Autofarbe zu ändern. Als Kompromiss entstand ein rot-blauer Wagen.

## Geschichte der Autos

### Wagen #1
| Fahrer          | Jahre | Sponsor           | Marke |
| --------------- | ----- | ----------------- | ----- |
| Dick Brooks     | 1985  | Petty Enterprises | Ford  |
| Morgan Shepherd | 1985  | Petty Enterprises | Ford  |

### Wagen #7
| Fahrer     | Jahre     | Sponsor | Marke        |
| ---------- | --------- | ------- | ------------ |
| Kyle Petty | 1983–1984 | 7–11    | Pontiac/Ford |

### Wagen #11
| Fahrer      | Jahre     | Sponsor   | Marke |
| ----------- | --------- | --------- | ----- |
| Buddy Baker | 1971–1972 | Dodge/STP | Dodge |

### Wagen #40
| Fahrer        | Jahre | Sponsor | Marke    |
| ------------- | ----- | ------- | -------- |
| Pete Hamilton | 1970  |         | Plymouth |

### Wagen #42
| Fahrer        | Jahre     | Sponsor           | Marke        |
| ------------- | --------- | ----------------- | ------------ |
| Lee Petty     | 1949–1964 | Petty Enterprises | Verschiedene |
| Richard Petty | 1965      | Petty Enterprises | Plymouth     |
| Marvin Panch  | 1966      | Petty Enterprises | Plymouth     |
| Dan Gurney    | 1970      | Petty Enterprises | Plymouth     |
| Kyle Petty    | 1979–1982 | STP               | Verschiedene |

### Wagen #43

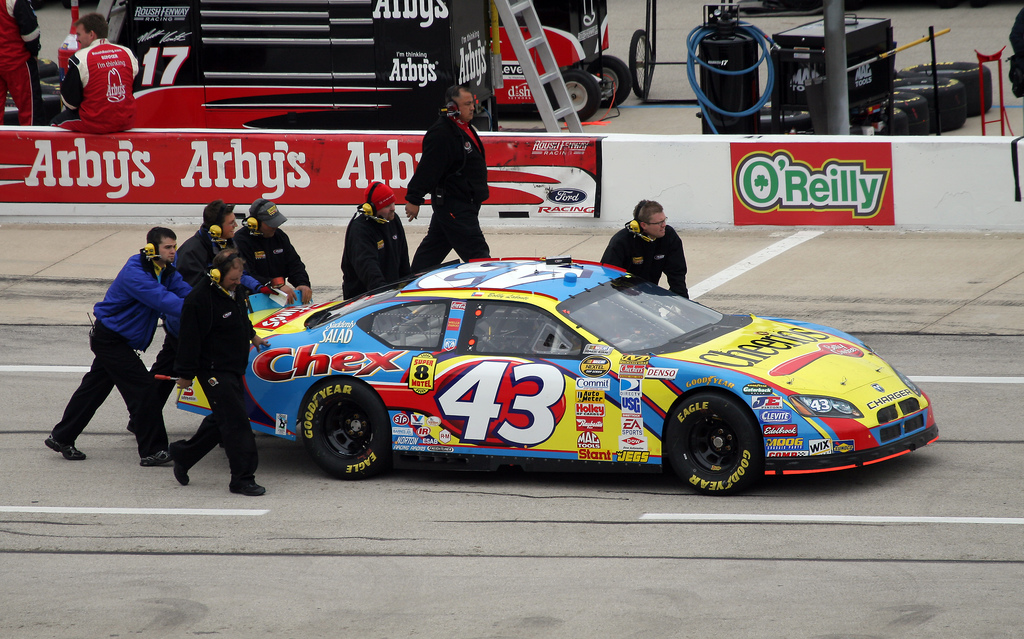
Die Startnummer 43, gefahren von Bobby Labonte, im April 2007

| Fahrer                             | Jahre                | Sponsor                | Marke         |
| ---------------------------------- | -------------------- | ---------------------- | ------------- |
| Richard Petty                      | 1958–1983; 1986–1992 | Chrysler Corp./STP     | Verschiedene  |
| Wally Dallenbach jr./John Andretti | 1994                 | STP                    | Pontiac       |
| Bobby Hamilton                     | 1995–1997            | STP                    | Pontiac       |
| John Andretti                      | 1998–2003            | STP/Cheerios           | Pontiac/Dodge |
| Christian Fittipaldi               | 2003                 | Cheerios/Betty Crocker | Dodge         |
| Jeff Green                         | 2003–2005            | Cheerios/Betty Crocker | Dodge         |
| Bobby Labonte                      | 2006–2008            | Cheerios/Betty Crocker | Dodge         |
| Reed Sorenson                      | 2009–                | Cheerios/Betty Crocker | Dodge         |

### Wagen #44
| Fahrer               | Jahre     | Sponsor         | Marke   |
| -------------------- | --------- | --------------- | ------- |
| Rick Wilson          | 1993      | STP             | Pontiac |
| Kyle Petty           | 1997–2000 | Hot Wheels      | Pontiac |
| Steve Grissom        | 2000      | Hot Wheels      | Pontiac |
| Buckshot Jones       | 2001–2002 | Georgia-Pacific | Dodge   |
| Jerry Nadeau         | 2002      | Georgia Pacific | Dodge   |
| Christian Fittipaldi | 2003      | Bugles          | Dodge   |
| AJ Allmendinger      | 2009      | Valvoline       | Dodge   |

### Wagen #45
| Fahrer                                               | Jahre     | Sponsor         | Marke     |
| ---------------------------------------------------- | --------- | --------------- | --------- |
| Adam Petty                                           | 2000      | Sprint          | Chevrolet |
| Kyle Petty                                           | 2000      | Sprint          | Pontiac   |
| Kyle Petty                                           | 2001–2002 | Sprint          | Dodge     |
| Kyle Petty                                           | 2003–2005 | Georgia Pacific | Dodge     |
| Kyle Petty                                           | 2006      | Verschiedene    | Dodge     |
| Kyle Petty Chad McCumbee John Andretti Kenny Wallace | 2007      | Verschiedene    | Dodge     |